# الحلوات
قرية الحلوات هي إحدى القرى التابعة لمركز الإبراهيمية في محافظة الشرقية في جمهورية مصر العربية. حسب إحصاءات سنة 2006، بلغ إجمالي السكان في الحلوات 9386 نسمة، منهم 4797 رجل و 4589 امرأة. ومن أعلامها الفنان عبد الحليم حافظ.

## التاريخ
قرية الحلوات من القرى القديمة، حيث وردت باسم «التلال الحُمر» في أعمال الشرقية ضمن قرى الروك الصلاحي التي أحصاها ابن مماتي في كتاب قوانين الدواوين. كما وردت باسم «التلال الحُمر» في أعمال الشرقية ضمن قرى الروك الناصري التي أحصاها ابن الجيعان في كتاب «التحفة السنية بأسماء البلاد المصرية». وفي العصر العثماني وردت باسم «التلال الحمر» وتُعرف أيضًا باسم «تلال الحطب» في التربيع العثماني الذي أجراه الوالي العثماني سليمان باشا الخادم في عصر السلطان العثماني سليمان القانوني ضمن قرى ولاية الشرقية، وفي تاريخ 1228هـ/1813م الذي عدّ قرى مصر بعد المسح الذي قام به محمد علي باشا باسم «الحلوات» ضمن قرى مديرية الشرقية.

## أعلام قرية الحلوات
الفنان عبدالحليم حافظ